# Amt Dauborn
Das Amt Dauborn war ein kleines nassauisches Amt mit Sitz in Dauborn.
Im alten Reich umfasste das Amt Dauborn Dauborn, Eufingen, Neue Herberge, Hof Gnadenthal und den Hof zu Hausen. Die Zugehörigkeit der Exklave Hof zu Hausen war umstritten, siehe hierzu Der Konflikt um den Hof zu Hausen.
Damit umfasste das Amt gerade einmal das Gebiet des heutigen Dorfes Dauborn. Der Grund dafür, dass dennoch ein Amt bestand, lag darin, dass dieses Amt als einziges in der Gegend ausschließlich Nassau-Oranien gehörte. Die benachbarte Ämter im Osten und Westen waren Zweiherrig: Das östlich gelegene Amt Kirberg gehörte Oranien und Nassau-Usingen, das westlich gelegene Amt Camberg Oranien und Kurtrier. Nördlich schlossen sich kurtrierische, südlich Nassau-Usinger Gebiete an.
Diese Zersplitterung setzte sich auch in der Religionszugehörigkeit fort. Im Gegensatz zu den Nachbarämtern war Dauborn calvinistisch.
Da das Amt so klein war, wurde es üblicherweise von einem (oranischen) Amtmann eines der benachbarten zweiherrigen Ämter mitverwaltet. Zuletzt war Ernst Cornelius Pagenstecher gemeinsamer Amtmann in Camberg, Kirberg und Dauborn.
Nach der Gründung des Rheinbundes 1806 musste Nassau-Oranien (wie sich Nassau-Dillenburg zu dieser Zeit nannte) das Amt Dauborn an Nassau-Weilburg abgeben. Nassau-Weilburg und Nassau-Usingen schlossen sich zum Herzogtum Nassau zusammen.
Da die Zweiherrigkeit der Nachbarämter damit entfallen war, bestand kein Bedarf mehr für die Existenz der kleinteiligen Ämter des Raumes. Die Ämter wurden zusammengelegt. Dauborn kam zunächst zum Oberamt Kirberg (mit Sitz in Camberg) und mit der Ibelschen Neuorganisation der Ämter in Nassau zum Amt Limburg.
Kurzfristig kam es noch zu einem oranischen Intermezzo: Mit Staatsvertrag vom 14. Juli 1814 wurden die ehemals oranischen Orte, darunter Dauborn an das wiederentstandene Nassau-Oranien zurückgegeben. Die im August 1814 erfolgte Übergabe wurde jedoch bereits am 31. Mai 1815 rückgängig gemacht. Diese Orte fielen an Preußen, dass diese direkt an das Herzogtum Nassau weitergab.